# Adriana Bazon
Adriana Bazon-Chelariu, romunska veslačica, *  5. julij 1963.
Bazonova je za Romunijo nastopila na Poletnih olimpijskih igrah 1984, 1988 in 1992. Na vseh treh olimpijadah je bila članica romunskega osmerca, ki je na vedno osvojil srebrno medaljo. 
Nastopila je tudi na Svetovni prvenstvih v veslanju, kjer je osvojila 5 medalj.